# Caduta di Simon Mago
La Caduta di Simon Mago è un affresco (350 × 300 cm) di Cimabue e aiuti, databile attorno al 1277-1283 circa e conservato nel transetto destro della basilica superiore di San Francesco di Assisi.

## Storia
La datazione degli affreschi di Cimabue è piuttosto discorde, sebbene negli studi più recenti si sia assestata a un periodo tra il 1277, anno dell'elezione al soglio pontificio di Niccolò III e il 1283 circa. 
Gli affreschi di Cimabue sono in generale in condizioni mediocri o pessime. La zona del transetto destro è decorata dalle Storie degli Apostoli Pietro e Paolo. Per ragioni non del tutto spiegate, forse legate a una polemica anti-Orsini, Cimabue interruppe improvvisamente il suo lavoro ad Assisi al transetto e, pur lasciando i disegni e le idee, se ne tornò a Firenze. Ciò è stato collegato all'anno 1283, quando fu sconfitta la fazione filoangioina degli Annibaldi e di Martino V, con il papa costretto a rientrare a Roma (era stato a Perugia e Viterbo) sotto il controllo dagli Orsini. Gli Annibaldi, probabilmente protettori del pittore, erano stati omaggiati, assieme al senatore Gentile Orsini, alleato contro la sua stessa casata, nella volta dei quattro Evangelisti. 
Proprio dalla scena della Caduta il contributo del maestro sembra terminare, limitandosi magari alle sole architetture. Una diversa mano è confermata anche da alcune differenze tecniche che non hanno prodotto, qui come nelle due scene successive, un'ossidazione delle biacche tanto marcata. 

## Descrizione e stile
La scena mostra una brano legato all'apocrifo Atti di Pietro e raccolto nella Leggenda aurea di Jacopo da Varagine. Simon Mago sfidò Pietro a Roma inscenando una prova di levitazione alla presenza dell'imperatore Nerone. Salito su un'alta impalcatura lignea, il rivale dell'apostolo venne afferrato dai diavoli e, tra le angherie, fatto volare, ma un gesto dell'apostolo mise in fuga gli spiriti maligni facendo precipitare Simon Mago che si ruppe le gambe e morì di lì a poco. All'estrema sinistra si intravede san Paolo, inginocchiato. Interessante è l'edificio a destra, con pianta a "U", coperto da volta a cupoletta su colonnine: assomiglia ad alcuni sfondi di Pietro Cavallini nei mosaici di Santa Maria Maggiore, probabilmente per ispirazione comune dall'arte bizantina neoellenica in auge dall'XI secolo in poi. 
Lo schema della scena dovette citare abbastanza fedelmente le scene che un tempo erano visibili nel portico dell'antica basilica di San Pietro in Vaticano, oggi note da copie seicentesche, e che forse erano state realizzate da Cimabue stesso o da Pietro Cavallini. La complessa impalcatura ad esempio è ripresa da tale modello, testimoniato da copie seicentesche.
A Cimabue sono riferite le quinte architettoniche, con i prismi sfaccettati che divergono verso l'esterno, secondo la sua tipica concezione spaziale, centrifuga anziché centripeta, a differenza di quella rinascimentale. Lo stile delle figure delle ultime scene delle Storie apostoliche è meno rigoroso e drammatico delle precedenti, e mostra un piglio più romano, legato ad esempio ad agganci con la pittura antica con i contorni più disegnativi e un naturalismo più sciolto. Ciò è evidente ad esempio nel gruppo di astanti sulla destra, in particolare nel personaggio più vicino al trono dell'imperatore.

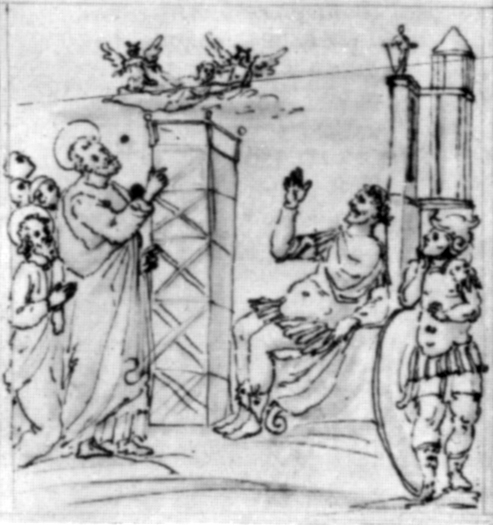
Grimaldi, copia della Caduta di Simon Mago già nel portico dell'antica basilica di San Pietro (Biblioteca apostolica Vaticana, codice Barberiniano Latino 2733)